# كلود بي. هاتشيسون
كلود بي. هاتشيسون هو أستاذ جامعي وعالم نبات وسياسي أمريكي، ولد في 9 أبريل 1885 في ميزوري في الولايات المتحدة، وتوفي في 25 أغسطس 1980. انتخب عمدة بيركيلي، كاليفورنيا ‏ (1955 – 1963).